# Hino do Espírito Santo
O Hino do Espírito Santo foi criado em 1894, com letra de Peçanha Póvoa e música de Arthur Napoleão. 
À primeira vista, o fato do autor do hino do Espírito Santo ter nascido em São João da Barra, na então província do Rio de Janeiro, pode gerar estranheza. Mas José Joaquim Pessanha Póvoa se mudou para Vitória em 1875, aos 39 anos de idade, onde permaneceu até o falecimento em 17 de setembro de 1904.

## História
Era março de 1880 e a biblioteca pública reabria. Patrono da cadeira 36 da Academia Estadual de Letras, Pessanha Póvoa participou do evento e ofereceu um poema destino à mocidade espírito-santense e para o qual um maestro compôs uma melodia. Nascia, assim, um embrião do futuro hino estadual.
Porém, pelo caminho, em junho de 1891, o então governador Antônio Aguirre assinou o decreto nº 106 tratando do assunto e o hino oficial do Estado passou a ser um escrito pelo cidadão Ubaldo Rodrigues de Andrada Pereira e musiciado pelo professor João Pereira do Azevedo.
Somente três anos depois, o maestro e pianista fluminense Artur Napoleão elaborou uma nova melodia para o poema de Pessanha, a pedido do doutor Urbano da Cunha Faria, que foi oferecida a Muniz Freire, governador da época. A oficialização como hino teria acontecido naquele mesmo ano, em 1894, de acordo com Ferreira.

## Significado da letra
Apesar de não ter muitas palavras que caíram em desuso, o hino é escrito majoritariamente em ordem indireta, o que dificulta o entendimento. A letra é realmente pueril, por ser dirigida a jovens; e tal ordenação das palavras é adotada para compatibilizar a letra com a melodia, explicou o historiador Fernando Achiamé.
O direcionamento à juventude também explica a ausência de menções ao passado, presente em outros hinos estaduais, como o de São Paulo, que faz alusão ao movimento bandeirante. O autor da letra não se preocupou em fazer esse tipo de referência, mas enfatizou apelos para um futuro melhor, visto que os jovens que poderiam construí-lo, pontuou.